# Das dritte Wunder
Das dritte Wunder (Originaltitel: The Third Miracle) ist eine US-amerikanische Literaturverfilmung der polnischen Filmregisseurin Agnieszka Holland mit Ed Harris in der Hauptrolle. Der Film beruht auf dem vom US-amerikanischen Autor Richard Vetere verfassten und 1997 veröffentlichten Roman The Third Miracle.

## Handlung
Der US-amerikanische Priester Frank Shore wird 1979 nach Chicago geschickt, um dort als Postulator die von der Bevölkerung ihres Heimatortes ersehnte Heiligsprechung der kürzlich verstorbenen Nonne Helen O’Regan zu überprüfen. Der Priester, auch als „Miracle Killer“ (Deutsch: „Wundermörder“) bekannt, besucht die Familie der Frau, und fühlt sich sogleich zu Roxanne, der Tochter der Verstorbenen, hingezogen. Nachdem Frank die Schilderungen der Familie angehört und sich immer tiefer mit dem Fall auseinandergesetzt hat, wird ihm klar, dass dieser anders gelagert ist als alle, mit denen er bisher zu tun hatte: Laut der Familie soll am Todestag der dahingegangen Nonne eine Marienstatue angefangen haben Blut zu weinen, wodurch einem Mädchen das Leben gerettet worden sei, das an „unheilbaren tuberkulösen Hautflechten“ erkrankt war.
Frank Shore verknüpft seine eigenen Zweifel am Glauben mit einer fast besessenen Suche nach Wegen, die Heiligsprechung der Verstorbenen voranzutreiben. Dieser opfert er sogar die inzwischen aufgekeimte Liebe zwischen sich und Roxanne; getrieben von der Suche nach der Wahrheit, kämpft er im Heiligsprechungsverfahren in Rom gegen den Erzbischof Werner als Advokat des Teufels, der von einer amerikanischen heiligen Nonne nichts wissen will, sich jedoch alsbald unfreiwillig als Zeuge eines der Wunder erweist, welche die Verstorbene als Kind 1944 in Banská Bystrica bewirkt hat. Somit werden zwei der erforderlichen drei Wunder bezeugt; auf das dritte warten die Beteiligten ebenso vergeblich wie auf die Aufklärung, woher Roxanne das neugeborene Baby hat, welches man in der Schlussszene sieht, als Frank ihr zum ersten Mal nach Jahren wieder begegnet.

## Kritiken
Der katholische Nachrichtendienst bezeichnete den Film als sehenswert: „Natürlich ist manches im Sinne einer spannenden Dramaturgie überzeichnet und in dieser dichten Form im täglichen Leben nicht anzutreffen, doch der Kern ist und bleibt sehenswert.“ Hervorgehoben wird die für Hollywood „erstaunliche“ Darstellung der „Akribie und Skepsis“, mit der die Kirche das Verfahren der Heiligsprechung durchführe. The New York Times bemängelte hingegen, „dass der Film beides haben möchte“, indem er zum einen „die plötzliche wundersame Wiedererweckung einer jugendlichen Prostituierten“ darstelle und zum anderen „tief skeptisch gestimmt“ sei. Der US-amerikanische Filmkritiker Roger Ebert sah einen „Kinofilm über Religion, der weder frömmelnd noch sensationsheischend ist […] keine Besessenheit vom Teufel, keine himmlischen Chöre, keine bösen Geister, keine über den Tod hinaus verbundenen Liebenden. Einzig ein Mann, der seine berufliche Aufgabe erledigt.“

## Hintergrund
- Der Film wurde in Kanada in Hamilton, Ontario und Toronto sowie in der Slowakei gedreht.[6][7][8]

- Der Titel Das dritte Wunder bezieht sich auf die drei Wunder, die der Vatikan ehemals verlangte, bevor er einen Menschen heiligsprach, inzwischen genügen zwei.[9][10]

- Der Deutsche Bildungsserver und das Institut für Film und Bild in Wissenschaft und Unterricht empfehlen diesen Film für die Sekundarstufen I und II sowie für die Erwachsenenbildung.[11][12]

## Würdigungen
1997: Offizielle Auswahl der Filmfestspiele Venedig
2008: Der Film wurde in New York im Museum of Modern Art (MoMA) im Rahmen einer Filmausstellung über die Regisseurin Agnieszka Holland präsentiert.